# Mitoc (Botoșani)
Mitoc è un comune della Romania di 1 997 abitanti, ubicato nel distretto di Botoșani, nella regione storica della Moldavia.
Il comune è formato dall'unione di 2 villaggi: Horia e Mitoc.